# 伊勢宮
伊勢宮（いせのみや）は、長崎市にある神社。祭神は天照皇大神、豊受比賣大神、素戔嗚大神。諏訪神社・松森神社につぐ社格で、この三社は「長崎三社」として信仰された。境内は502坪半余。遷宮は33年ごとに行われた。
初代神主の跡を務めた島氏は杵築大社（出雲大社）の係流であったため、歴代の神主職は伊勢神宮と出雲大社の両方から裁許状を受け、祭式・作法なども両社の影響下にあった。

## 歴史
当初は天照皇大神を祀る石祠だったが、元亀年間から天正年間のころにキリシタンによる社寺の焼き討ちに遭い荒廃していた。
寛永5年（1628年）、長崎の地元民が肥前国唐津出身の天台宗修験者南岳院存祐を神主に推戴し、長崎に伊勢大神宮を勧請。翌6年（1629年）、伊勢外宮から「長崎伊勢宮」に分霊奉斎の裁許状が下された。
寛永16年（1639年）、南岳院が長崎奉行馬場利重を通じて幕府と伊勢神宮に請願して、外宮大神宮を鎮祠。この時、周辺の町名が新高麗町から伊勢町へと改称された。
正保3年（1646年）、長崎奉行所から宮地として伊勢町の屋敷地5ヵ所を川端に与えられる。同年7月11日から11月28日にかけて普請が行われ、神殿や瑞垣、神門、鳥居が新築され、神域が整った。
承応2年（1653年）、両国造衆から免状が出されて、社内に出雲大社が建立される。
明暦元年（1655年）9月16日、伊勢宮祭礼が初めて行われる。
寛文3年（1663年）3月、寛文長崎大火で類焼したため、近隣にある松森神社内に仮遷座が行われる。翌4年（1664年）7月11日に再建が始まり、同年9月15日に正遷宮がなされる。
同8年（1668年）、大社岐神社が修復される。延宝6年（1678年）御宮・末社とも修復がなされる。
宝永7年（1710年）、引地町の松田金兵衛と酒屋町の紅粉屋弥三右衛門から社地が寄進されたことで、境内を広げ、社殿を改築する。
享保5年（1720年）、6代神主の政良が京都吉田家から宗源宣旨を受け、7代目もこれを踏襲したため伊勢神宮と一時疎遠になる。明和3年（1766年）、伊勢神宮との関係はもとに復する。
宝暦2年（1752年）、大橋氏より屋敷地が寄付される。
寛政11年（1799年）、社殿を修復し、外観を一新する。この時より、例祭を旧例に従って9月16日、17日に改め、「伊勢町九日（クンチ）」といわれた。
文政2年（1819年）と天保3年（1832年）に社殿の改修が行われる。
天保11年（1840年）、式年遷宮が行われる。
慶応4年（1868年）、長崎奉行河津祐邦が江戸に脱出した後、薩摩藩・長州藩・土佐藩など長崎に残った諸藩士が会合に使用する。
1874年（明治7年）、村社となる。
1901年（明治34年）、長崎で初の神前結婚式が行われる。
1907年（明治40年）、神饌幣帛料供進神社に指定される。

## 歴代神主
『長崎実録大成 正編』第四巻「神社経営之部」より。
1. 南岳院存祐 - 寛永16年から正保3年まで8年間
2. 島左馬允直重 - 正保3年から天和2年まで37年間。出雲大社上官筋目の社人で、南岳院の養子となって神職を勤める
3. 島千大夫定重 - 天和2年から元禄8年まで14年間
4. 島千大夫元重 - 元禄8年から同16年まで9年間
5. 島長大夫重彦 - 元禄16年から正徳4年まで12年間
6. 島隼人政重 - 正徳4年から享保6年まで8年間
7. 島兵庫等重 - 享保6年から元文2年まで17年間
8. 島対馬守重直 - 元文2年から務める